# Klondyke
 Denne artikel omhandler musikgruppen Klondyke. Opslagsordet har også en anden betydning, se Klondike.
Klondyke er en dansk pop- og folkemusikgruppe, der blev dannet december i 2000 af sanger og sangskriver Mikael K. 

## Historie
Gruppens karriere begyndte for alvor, da de i 2002 blev en del DRs KarriereKanonen og i sammen forår udgav deres debutalbum, Guld. Det modtog fire ud af seks stjerner i musikmagasinet GAFFA, og til Årets Steppeulv 2003 blev de nomineret i kategorierne "Årets orkester" og "Årets danske tekstforfatter". Til uddelingen måtte de dog se sig slået af Niels Skousen og Malk De Koijn.
I oktober 2003 udsendte Klondyke deres andet album, Lille Vampyr og igen høstede gruppen anerkendelse fra den danske anmelderpresse. Til Danish Music Awards Folk 2004 bliver det til tre nomineringer; "Årets Danske Folk Artist (Komtemporær)", "Årets Danske Country Album" og "Årets Danske Folk Sangskriver", men trods de gode anmeldelser bliver det ikke til nogen priser.
Efter at have turneret det meste af 2004, gik gruppen i hi for at koncentrere sig om at skrive nye sange. I januar 2006 udsendte Klondyke deres tredje album, der fik titlen Verdensmand. Det modtog fem ud af seks stjerne i GAFFA, og tre ud af seks stjerner hos Soundvenue. Klondyke blev nomineret til "Årets danske sangskriver" ved DMA Folk.
Nikolaj Heyman forlod Klondyke i 2007, hvorefter de fortsatte som trio. Mikael K indledte samarbejde med trommeslager Thomas Blachman om indspilning af sange til pladen Dejlig Dum, som udkom i 2008. Det modtog fire stjerner hos både GAFFA og Soundvenue.
I januar 2010 blev opsamlingspladen Guldgravernes Opsamlingsheat udgivet med 20 sange, hvoraf tre er nyindspilninger. Sangen "Et tidspunkt til alt" er Mikael K's fortolkning af Pete Seegers evergreen "Turn Turn Turn". På sangen medvirker desuden Allan Olsen og Signe Svendsen.
Gruppens album Udkantsland (Sange Fra Skæve Danmark Vol. 1) fra 2011 blev nomineret til "Årets danske folk-album" ved DMA Folk i 2012.  Ryberg Kristensen modtog prisen som "Årets komponist" for sit bidrag til albummet.
I 2014 udkom Sange fra Nord. Det modtog gode anmeldelser i GAFFA og blev nomineret til "Årets udgivelse" ved DMA Folk 2014. Mikael K blev nomineret til "Årets komponist / sangskriver".

## Diskografi

### Albums
- 2002: Guld
- 2003: Lille Vampyr
- 2006: Verdensmand
- 2008: Dejlig Dum
- 2010: Guldgravernes Opsamlingsheat
- 2011: Udkantsland (Sange Fra Skæve Danmark Vol. 1)
- 2014: Sange fra Nord